# Fays-les-Veneurs
Fays-les-Veneurs is een dorp in de Belgische provincie Luxemburg en een deelgemeente van Paliseul. Tot 1 januari 1977 was Fays-les-Veneurs een zelfstandige gemeente.

## Demografische ontwikkeling
- Bronnen:NIS, Opm:1831 tot en met 1970=volkstellingen, 1976= inwoneraantal op 31 december
- 1900: Afsplitsing van Nollevaux in 1893

## Bezienswaardigheden
- De Sint Remigiuskerk uit 1931

## Verkeer
Net ten zuiden van het dorpscentrum loopt de expresweg N89/E46.
Deelgemeenten: Carlsbourg · Fays-les-Veneurs · Framont · Maissin · Nollevaux · Offagne · Opont · Paliseul

Overige kernen: Almache · Beth · Bour · Frêne · Launoy · Merny · Our · Plainevaux · Saint-Eloi

Belgische gemeenten · Arrondissement Neufchâteau · Luxemburg · Wallonië